# Mouvement d'action syndicale
Pour les articles homonymes, voir MAS et Mas.
 (juillet 2015).
Si vous disposez d'ouvrages ou d'articles de référence ou si vous connaissez des sites web de qualité traitant du thème abordé ici, merci de compléter l'article en donnant les références utiles à sa vérifiabilité et en les liant à la section « Notes et références ».
Le Mouvement d'action syndicale (MAS) est un ancien syndicat étudiant français ayant existé de 1976 à 1980, date à laquelle il participe à la création de l'UNEF-ID.

## Historique
Le MAS est créé en 1976 après la grande grève contre la « réforme du deuxième cycle », à l'initiative du MARC (Mouvement d'action et de recherche critique, groupe d'étudiants proches de la Confédération française démocratique du travail (CFDT) formé après mai 68), d'étudiants socialistes « rocardiens » et des étudiants PSU.
Le MAS est alors proche de la CFDT et prône l'autogestion. Il prend position en faveur des comités de soldats et du droit syndical pour les soldats, certains de ses responsables militent dans l'association Information pour les droits du soldat.
Au assises de Grenoble du syndicat en mai 1976, la LCR trotskiste renverse la majorité. Le MAS perd alors le soutien de la CFDT. Les rocardiens se dispersent dans des syndicats concurrents (UNEF-Renouveau et UNEF-US) ou des organisations locales.
En 1978-79, les CCA (Comités communistes pour l'autogestion, trotskistes de tendance pabliste) fondent la Tendance syndicaliste autogestionnaire (TSA). Ils sont rapidement rejoints par les rocardiens non impliqués à l’UNEF-US, des étudiants du PSU, des libertaires et des sans parti.
En 1979, Julien Dray est élu secrétaire général. La direction inclut aussi Robi Morder, futur historien du mouvement étudiant.
En 1980, le MAS participe avec l'UNEF-US à la fondation de l'UNEF-ID, mais c'est contesté en interne. Les militants les plus réticents à cette fusion fondent au sein du MAS la Tendance Syndicale Étudiante (TSE), qui se transformera en Mouvement d'action étudiante (MAE) après la fondation de l'UNEF-ID.

## Journal
Le journal Luttes étudiantes, lancé en 1975 par le MARC, devient l'organe du MAS.

## Dirigeants et personnalités et MAS
Le premier secrétaire général du MAS est Antoine Bour, responsable des Étudiants socialistes unifiés (ESU), la section jeune du PSU. La direction comprend également François Bée, Daniel Béhar, Didier Davydoff, Pierre-Henri Lienemann, Benoit Willot, Robi Morder (au bureau national de 1979 à 1980) et Charles Najman, le frère de Maurice, membre comme lui des CCA.
Le futur secrétaire général de la CFDT, François Chérèque, fit également partie des responsables. Après la prise en main du MAS par la LCR, c’est Julien Dray qui en devient le secrétaire national jusqu’à la réunification de 1980.